# 大山誠之助
大山 誠之助（おおやま せいのすけ、旧字体：大山 誠󠄁之助）は、幕末から明治初期にかけての薩摩藩の武士。大山綱昌の三男。大山巌の弟。西郷隆盛の従弟。

## 人物
明治9年（1876年）に西郷隆盛と愛加那との娘である菊草（菊子）14歳と婚約。明治10年（1877年）の西南戦争では薩摩軍に参加し、延岡で政府軍に投降した。捕虜となり、宮城集治監（宮城刑務所）で1879年（明治12年）に懲役を終えた後、明治13年（1880年）2月12日に婚礼を挙げる。菊草17歳、誠之助30歳。
放免後は特に活動していない。酒ばかり飲む生活、金銭にだらしなく、兄の名声を利用して借金を重ねていた。家庭内暴力もあったらしく、菊子は苦労した。兄の巌が生活資金を援助していた。明治26年（1893年）1月5日、巌が西郷菊次郎に「弟（誠之助）がまた不始末を起こして面目ない」と詫びる手紙をだしている。巌は西郷隆盛の妹・大山安子（巌の兄嫁・菊草の叔母）と相談して、誠之助の借金返済のため、鹿児島の大山家を処分した。誠之助と菊子と子供たちは東京に引っ越し、菊子との間の4人の子供（米子、慶吉、綱則、冬子）を引き取っている。
明治40年（1907年）、誠之助と菊子は別居した。菊子は、当時京都市長をしていた兄・菊次郎の屋敷内に、綱則（次男）、冬子（次女）を連れて身を寄せた。誠之助は、米子（長女）、慶吉（長男）のところに引き取られる。明治42年（1910年）9月、菊子は京都で死去。誠之助は行方不明だったので喪主は長男の慶吉が務めた。
菊子の死後、西郷菊次郎が島津家所有の鹿児島金山館長で鹿児島に赴任するため、4人の子供は大山巌の邸宅に引き取られる。誠之助は、巌の屋敷の敷地内に家を建てられた長男・慶吉の邸宅に転がり込んで住む。
大正4年（1915年）7月15日、65歳で死去。
息子の大山慶吉は、陸軍士官学校を卒業して将校となっている。

## 家族
- 妻：西郷菊子
  - 長男：慶吉（陸軍少佐、1942年2月27日没）
  - 長女：米子（村田家に嫁ぐ）
  - 次男：綱則
  - 次女：冬子